# 岩倉市立曽野小学校
岩倉市立曽野小学校（いわくらしりつそのしょうがっこう）は、愛知県岩倉市にある公立小学校。

## 校区
- 大市場町、下本町（西沼、燈明庵を除く）、大山寺町、大山寺元町、大山寺本町、稲荷町（大摩、細畑、樋先、高畑、半田（一部）、昭和町3丁目、曽野町、五条町、本町1丁田（一部）であり、岩倉市立南部中学校に進学する[1]。

## 沿革
- 1981年（昭和56年）
  - 4月1日 - 開校。用地買収の遅れの影響で校舎が未完成であったため、岩倉市立岩倉北小学校と岩倉市立岩倉南小学校に分散して授業を行う。岩倉南小学校は校舎不足のため、急遽プレハブ校舎を設置して対応となる。開校時の児童数は1159名。
  - 6月 - 校舎が完成する。児童は全員、完成した校舎に移る。
  - 7月 - プールが完成する。
- 1982年（昭和57年）1月 - 屋内運動場が完成する。
- 1990年（平成2年）10月 - 創立10周年記念式典を行う。
- 2000年（平成12年）11月 - 創立20記念式典を行う。

## 交通アクセス
- 名鉄犬山線大山寺駅下車、徒歩約12分。

## 周辺施設
- 岩倉市立南部中学校
- 岩倉市立岩倉南小学校
- 名古屋芸術大学東キャンパス
- 北名古屋市立師勝北小学校
- 北名古屋市立熊野中学校
- 大山寺駅